# Hundimiento de la flota alemana en Scapa Flow
El hundimiento de la flota alemana tuvo lugar en la base británica Scapa Flow, en las islas Orcadas (Escocia), al final de la Primera Guerra Mundial. La Flota de Alta Mar había sido internada bajo los términos del Armisticio mientras se negociaba sobre el futuro de los buques. Temiendo que los buques fueran repartidos entre las potencias aliadas, el comandante alemán, almirante Ludwig von Reuter, decidió echar a pique la flota.
El hundimiento tuvo lugar el 21 de junio de 1919. La intervención de la guardia británica consiguió que algunos buques embarrancaran, evitando su hundimiento, pero 52 de los 74 barcos internados se hundieron. La mayoría de los buques hundidos fueron recuperados a lo largo de los años siguientes, siendo posteriormente remolcados hasta el desguace. Los pocos que permanecen son lugares populares de buceo.

## Trasfondo
La firma del Armisticio el 11 de noviembre de 1918, en Compiègne, Francia, puso fin de hecho a la Primera Guerra Mundial. Las potencias aliadas acordaron que la flota submarina alemana debería rendirse sin posibilidad de retorno, pero no fue posible acordar el destino de la flota alemana de superficie. Los estadounidenses sugirieron que los buques fueran internados en un puerto neutral hasta que se tomase la decisión final, pero los dos países neutrales sugeridos, Noruega y España, rehusaron. El almirante británico Rosslyn Wemyss sugirió que la flota fuera internada en Scapa Flow con una tripulación mínima de marinos alemanes, y vigilada por la Gran Flota.
Los términos del armisticio se transmitieron a Alemania el 12 de noviembre de 1918, indicando que la Flota de Alta Mar debía estar lista para zarpar el 18 de noviembre, o los aliados podrían ocupar Heligoland. En la noche del 15 de noviembre, el contralmirante Hugo Meurer, en representación del almirante Franz von Hipper, se encontró con David Beatty a bordo del buque insignia de este, el HMS Queen Elizabeth. Beatty presentó a Meurer los términos, que fueron expandidos al día siguiente. Los submarinos deberían rendirse al contraalmirante Reginald Tyrwhitt en Harwich, bajo la supervisión de la Fuerza Harwich. La flota de superficie debía navegar hasta el Fiordo de Forth y rendirse a Beatty. La flota sería internada en Scapa Flow hasta la finalización de las negociaciones de paz. Meurer solicitó una prórroga del plazo, consciente de que los marineros estaban en un estado de ánimo rebelde (que había llevado antes al motín de Wilhelmshaven), y que los oficiales podrían tener dificultades para conseguir que obedecieran las órdenes. Meurer firmó finalmente el armisticio a media noche.

## Rendición de la flota

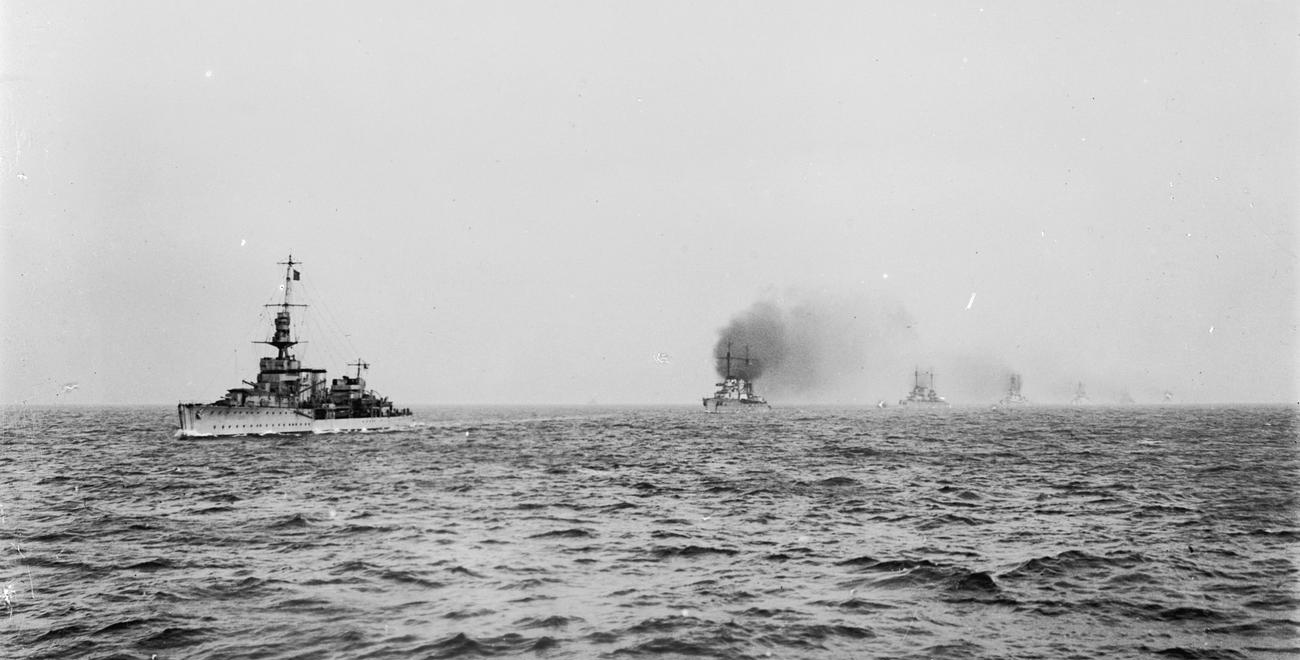
El dirigiendo a la Flota de Alta Mar al entrar en Rosyth.

Los primeros en rendirse fueron los submarinos, que comenzaron a llegar a Harwich el 20 de noviembre, entregándose un total de 176 sumergibles. Hipper rehusó mandar la flota en la rendición, delegando esta tarea en el contraalmirante Ludwig von Reuter. La flota alemana se encontró con el crucero ligero Cardiff en la mañana del 21 de noviembre, y este la guio a la cita con más de 370 buques de la Gran Flota y otras armadas aliadas. Había 70 buques alemanes en total; el acorazado König y el crucero ligero Dresden tenían problemas con sus máquinas, por lo que tuvieron que quedarse atrás. El destructor V30 impactó con una mina mientras navegaba y se hundió.
Los buques alemanes fueron escoltados dentro del Fiordo de Forth, donde fueron anclados. Beatty les señaló:
La bandera alemana debe arriarse hoy con el sol y no debe izarse de nuevo sin permiso. 
La flota se trasladó entre el 25 y el 27 de noviembre a Scapa Flow; los destructores a Gutter Sound y los acorazados y cruceros al norte y oeste de la isla de Cava. En total, se internaron 74 buques después de que llegaran el König y Dresden el 6 de diciembre. El último buque en llegar fue el SMS Baden, que lo hizo el 9 de enero. Inicialmente, los buques internados fueron custodiados por la fuerza de cruceros de batalla, reducida posteriormente a la escuadra de cruceros de batalla bajo el mando del vicealmirante Oliver y el contraalmirante Keyes. El 1 de mayo el vicealmirante Leveson y la segunda escuadra de la flota atlántica tomaron las tareas de guardia y fueron sucedidas el 18 de mayo por el vicealmirante Sir Sydney Fremantle y la primera escuadra.

## En cautividad

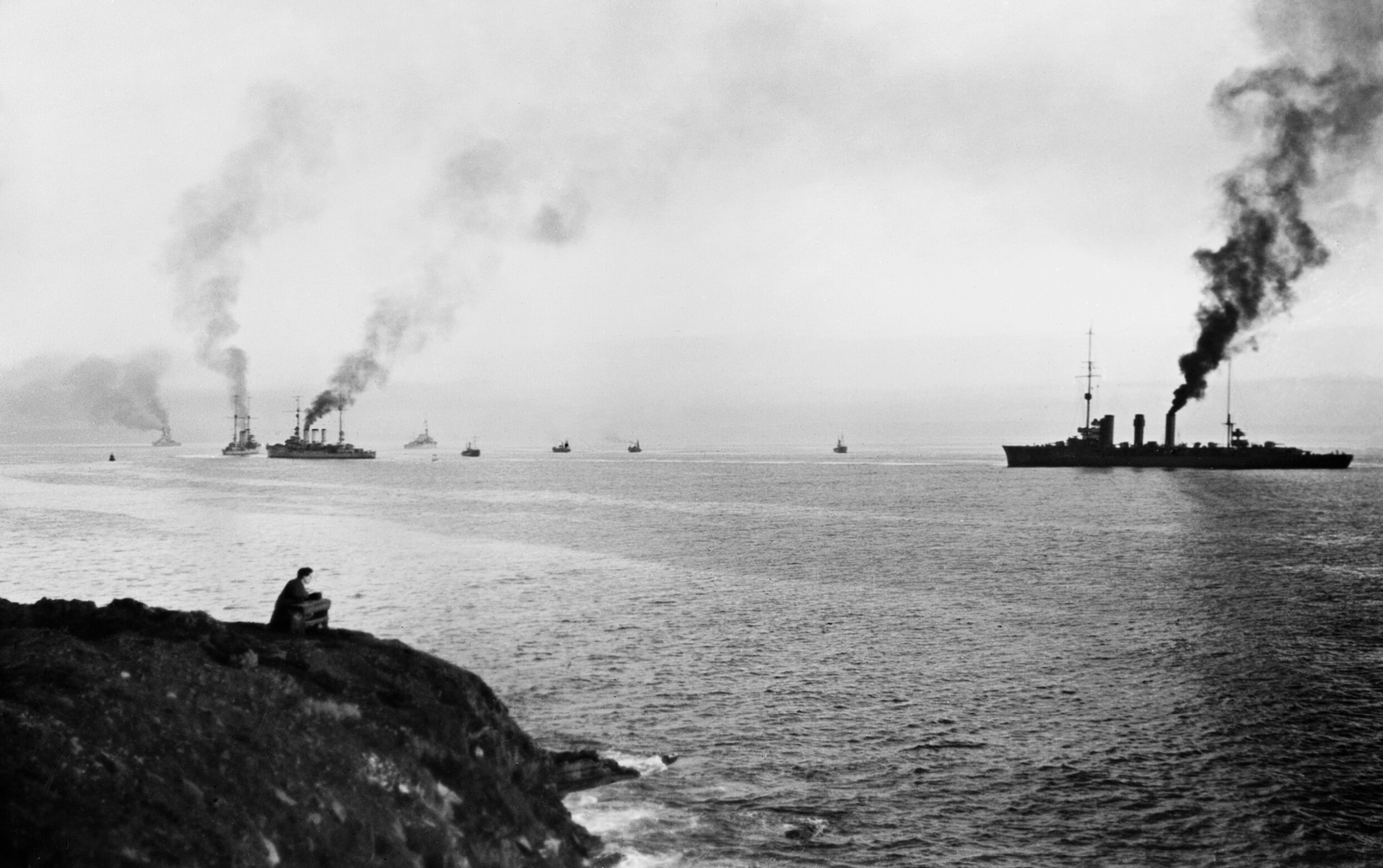
Los cruceros, y entrando en Scapa Flow

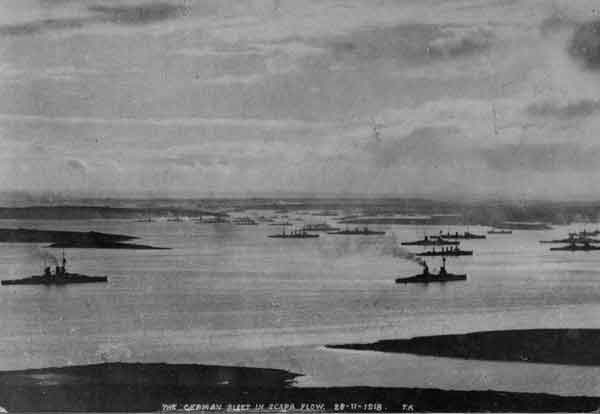
Vista de numerosos buques alemanes en Scapa Flow

El historiador naval Arthur Marder describió la situación en los buques alemanes durante el internamiento como "una completa desmoralización". Identificó cuatro razones que agravaron la situación: la carencia de disciplina, la calidad de la comida, la falta de entretenimiento y el lento servicio postal. La acumulación de estos problemas acabó creando una "indescriptible suciedad en alguno de los buques". El 29 de noviembre el segundo en el mando de la Gran Flota, el Almirante Sir Charles Madden, escribió a su cuñado y antiguo superior Sir John Jellicoe, que "todas las órdenes propuestas son consideradas y contrapropuestas por un comité de hombres, y luego se ejecuta lo que es más conveniente". Cuando visitó un buque internado, el oficial alemán reportó que estaba "mudo de la vergüenza". La comida era enviada desde Alemania dos veces al mes, pero era monótona y de mala calidad. La captura de peces y gaviotas proporcionaba un complemento de la dieta, así como de entretenimiento a algunos marineros. También fue enviada en una ocasión una gran cantidad de brandy. El recreo de los hombres se limitaba a sus propios buques, ya que los británicos les prohibieron a los marinos internados bajar a tierra o visitar otros buques alemanes internados. A los marineros y oficiales británicos solo les estaban permitidas las visitas oficiales a los buques. El correo de salida hacia Alemania fue censurado desde el principio y, posteriormente, también el que entraba. Se le proporcionaba a cada marino 300 cigarrillos o 75 cigarros al mes. Había médicos en la flota internada pero no dentistas, y los británicos se negaron a proporcionar uno.
El mando de los buques internados era ejercido por el contraalmirante von Reuter, que enarbolaba su insignia en el Friedrich der Grosse. Tenía a su disposición a un vagabundo británico que visitaba los demás buques trasportando órdenes escritas y asuntos urgentes, y a su equipo le estaba permitido ocasionalmente visitar los otros buques para asuntos relacionados con la repatriación de los oficiales y marineros a su cargo. Von Reuter, cuyo estado de salud era realmente malo, pidió que su insignia fuera transferida al crucero ligero Emden el 25 de marzo, después de que le interrumpieran el sueño repetidamente pisando fuertemente sobre su cabina un grupo de marinos llamados la "Guardia Roja". En los siete meses transcurridos, el número de hombres bajo su mando se redujo continuamente desde los 20 000 hombres que habían zarpado desde Alemania en noviembre. 4000 regresaron el 3 de diciembre, el 6 de diciembre 6000 y 5000 el 12 de diciembre, dejando 4815, de los cuales unos 100 fueron repatriados un mes después.

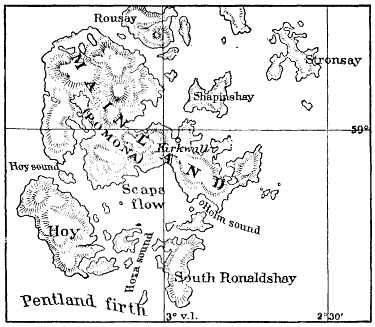
Mapa de Scapa Flow

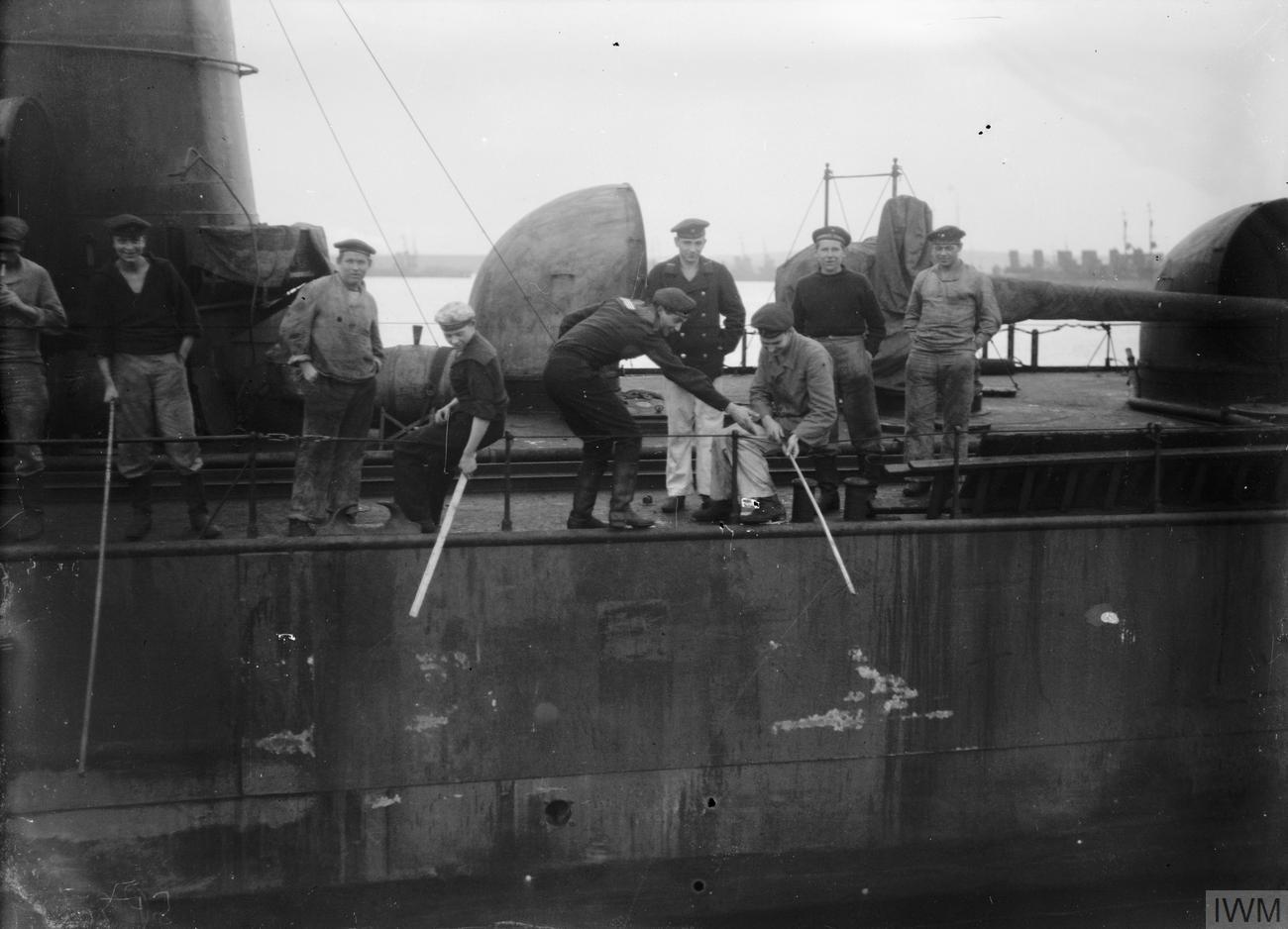
Marinos alemanes pescando desde un destructor

Las negociaciones sobre el destino de los buques continuaban en la conferencia de paz de París. Los franceses y los italianos querían cada uno una cuarta parte de los buques. Los británicos querían destruirlos, conscientes de que cualquier reparto sería perjudicial para su posición de dominio numérico respecto a otras armadas. Bajo el artículo XXXI del armisticio, a los alemanes no les estaba permitido destruir sus buques. Ambos almirantes, Beatty y Madden, habían aprobado planes para capturar los buques alemanes en caso de que intentaran echarlos a pique. Los almirantes Keyes y Leveson habían recomendado capturarlos de cualquier modo e internar a sus tripulaciones en la isla Nigg, pero sus propuestas no fueron aceptadas. Su preocupación no era injustificada, pues a partir de enero von Reuter había mencionado a su jefe de gabinete la posibilidad de echar a pique la flota. Al tener conocimiento de los posibles términos del tratado de Versalles en mayo, comenzó a preparar los planes detallados para hundir sus buques. El Almirante Erich Raeder escribió más tarde que von Reuter informó de que iba a echar la flota a pique a toda costa. Una nueva reducción de las tripulaciones con una nueva partida hacia Alemania, el 18 de junio, hizo que von Reuter se quedara solo con los hombres de su confianza para llevar a cabo los preparativos. Ese día envió las órdenes, y el párrafo 11 decía: "Es mi intención hundir los buques solo si el enemigo intenta obtener su posesión sin el consentimiento de nuestro gobierno. En caso de que nuestro gobierno en los términos de paz rinda los buques, entonces éstos serán entregados, para desgracia de los que nos han colocado en esta posición." Sus órdenes fueron enviadas a los buques internados el 18 de junio.
Mientras tanto, la firma del tratado de Versalles fue programada para el mediodía del 21 de junio. La primera escuadra de combate estaba preparada para abordar los buques alemanes en cuanto vieran signos de que preparaban el hundimiento. El 13 de junio el almirante Madden elevó una cuestión personal al almirantazgo para prepararse desde el 17 de junio para entrar en acción, pero como Madden respondió a Beatty poco después, "no hay ninguna indicación fiable de la actitud alemana hacia los términos de paz". El almirante Fremantle remitió a Madden el 16 de junio un plan para apoderarse de los buques alemanes en la media noche del 21 al 22 de junio, tras la firma del tratado. Madden aprobó el plan el 19, pero solo después de haber sido informado de que el plazo para la firma del tratado se había pospuesto hasta las 19:00 del 23 de junio y se olvidó de informar oficialmente a Fremantle. La noticia de la prórroga fue vista por Fremantle en un periódico el mismo día, y la asumió como cierta.
Fremantle había recibido hacía algún tiempo órdenes de realizar ejercicios contra ataques torpederos, los cuales requerían de buen tiempo para la posterior recuperación de los torpedos. El tiempo la noche del 20 de junio era favorable, por lo que Fremantle ordenó que la primera escuadra de combate zarpara a las 09:00 de la mañana siguiente para la realización del ejercicio. La operación de toma de los buques alemanes fue pospuesta hasta la noche del retorno de la escuadra a Scapa Flow, el día 23 de junio, después de la fecha límite para la firma del tratado. Fremantle afirmó más tarde que antes de abandonar Scapa había informado extraoficialmente a von Reuter que el armisticio seguía en vigor.

## Hundimiento de la flota

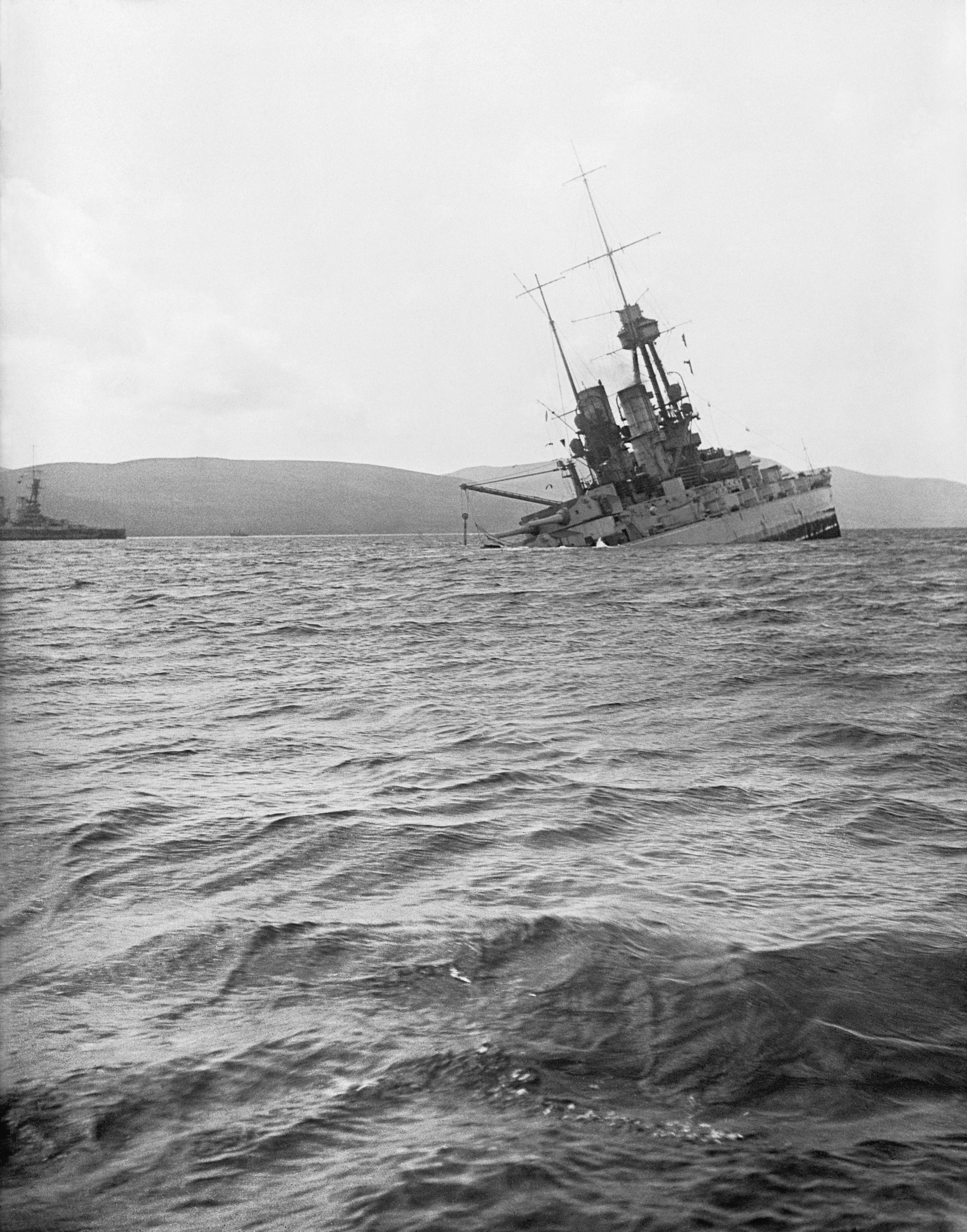
hundiéndose de popa

En torno a las 10:00 de la mañana del 21 de junio von Reuter envió mediante banderas la señal por la cual ordenaba a la flota estar alerta ante la orden de echar a pique. En torno a las 11:20 se envió la orden mediante banderas: "A todos los oficiales al mando y líderes de los buques torpederos. Párrafo 11 de la fecha de hoy. Acuse recibo. Jefe de la escuadra internada." La señal fue repetida mediante semáforos y reflectores. El hundimiento comenzó inmediatamente: se abrieron los grifos de fondo y tomas de agua, y se procedió a romper las tuberías internas de agua. Los ojos de buey habían sido aflojados previamente, las puertas estancas se habían dejado abiertas, y se habían abierto las cubiertas de los condensadores y, en algunos buques, se habían realizado agujeros a través de los mamparos para permitir que el agua circulara una vez que empezaran a ser echados a pique.

Mapa de la posición en que fueron hundidos los buques de la Flota de Alta Mar en Scapa Flow.

No hubo efectos visibles hasta el mediodía, cuando el Friedrich der Grosse comenzó a tener una fuerte escora a estribor y los buques de la armada imperial izaron en sus mástiles la bandera imperial. Las tripulaciones comenzaron a abandonar sus buques. Las fuerzas británicas que se encontraban en ese momento en Scapa Flow eran tres destructores, uno de los cuales estaba en reparaciones, siete arrastreros armados y un número indeterminado de pesqueros armados. Fremantle comenzó a recibir noticias del hundimiento a las 12:20, y canceló el ejercicio que estaba realizando con su escuadra a las 12:35, navegando a toda máquina de vuelta a Scapa Flow, a donde arribaron a las 14:30, a tiempo de ver cómo ya solo quedaban los grandes buques a flote. Radió la orden de evitar el hundimiento de los buques, o embarrancarlos. El último buque en hundirse fue el crucero de batalla Hindenburg a las 17:00. De los 16 buques capitales, solo el Baden había sobrevivido. Nueve alemanes perdieron la vida por disparos de los británicos y otros 16 resultaron heridos a bordo de sus buques mientras los británicos trataban de evitar el hundimiento.
1774 alemanes fueron detenidos y transportados por los acorazados del Primer Escuadrón de Batalla a Invergordon. Fremantle envió una orden general en la que declaraba que los alemanes debían ser tratados como prisioneros de guerra por haber roto los términos del armisticio, y fueron destinados al campo de prisioneros de guerra de Nigg. Von Reuter y un número de sus oficiales fueron llevados al puesto de mando a bordo del HMS Revenge, donde Fremantle pronunció un discurso, traducido por un intérprete, mientras von Reuter y sus hombres lo miraban "con rostros inexpresivos":

Almirante von Reuter: No puedo permitir que usted y sus oficiales dejen la custodia naval sin expresarle mis sensaciones por la forma en que usted ha violado el honor común y las tradiciones de honor de los marinos de todas las naciones. Con un armisticio en marcha, reanudó las hostilidades sin previo aviso al izar la bandera de Alemania en los buques internados y procedió a hundirlos y destruirlos. Usted ha informado a mi intérprete que consideraba que el Armisticio había terminado. No tenía usted justificación alguna para esa suposición. Usted hubiera sido informado por mí del término del armisticio y de si los representantes de su nación hubieran firmado o no el tratado de paz. De hecho, hubiera recibido noticias tan pronto como yo hubiera recibido información oficial de mi gobierno. Además, ¿puede suponer que mi escuadra hubiera estado fuera de puerto en el momento de la terminación del armisticio? Por su conducta ha añadido una más a las violaciones de la buena fe y el honor de que Alemania se ha hecho culpable de esta guerra. Comenzando con una violación del honor militar en la invasión de Bélgica y terminando con la rotura del honor naval. Usted ha probado a los pocos que dudaban que la palabra de la nueva Alemania no es de fiar en el tiempo. La opinión acerca de su acción en su país, no la sé. Yo solo puedo expresar la que creo es la opinión de la Armada Británica, y la de todos los marinos excepto los de su nación. Ahora, lo transferiré a la custodia de las autoridades militares británicas, como prisioneros de guerra culpables de una flagrante violación del Armisticio.

A lo que von Reuter respondió a través del intérprete:

Diga a su almirante que no puedo aceptar los términos que contiene su discurso y que mi sentimiento es muy diferente. Yo soy el único responsable del acto realizado, y estoy seguro de que, en mi lugar, cualquier oficial británico hubiera actuado de la misma manera.

El almirante Fremantle comentó posteriormente en privado: "No pude resistirme a sentir cierta simpatía por Reuter, que había preservado su dignidad cuando se le colocó contra su voluntad en una posición altamente desagradable y envidiosa".

## Reacciones
Los franceses se quejaron de que la flota alemana había desaparecido, después de haber esperado hacerse por lo menos con algunos de los barcos. El almirante británico Wemyss comentó en privado:
Miro el hundimiento de la flota alemana como una verdadera bendición. Acaba de una vez por todas la espinosa cuestión de la redistribución de estos buques.
El almirante alemán Reinhard Scheer declaró:
Me alegro. La mancha de la entrega se ha borrado del escudo de la flota alemana. El hundimiento de estos buques ha demostrado que el espíritu de la flota no está muerto. Este último acto es fiel a las mejores tradiciones de la marina alemana. 

## Situación tras el hundimiento

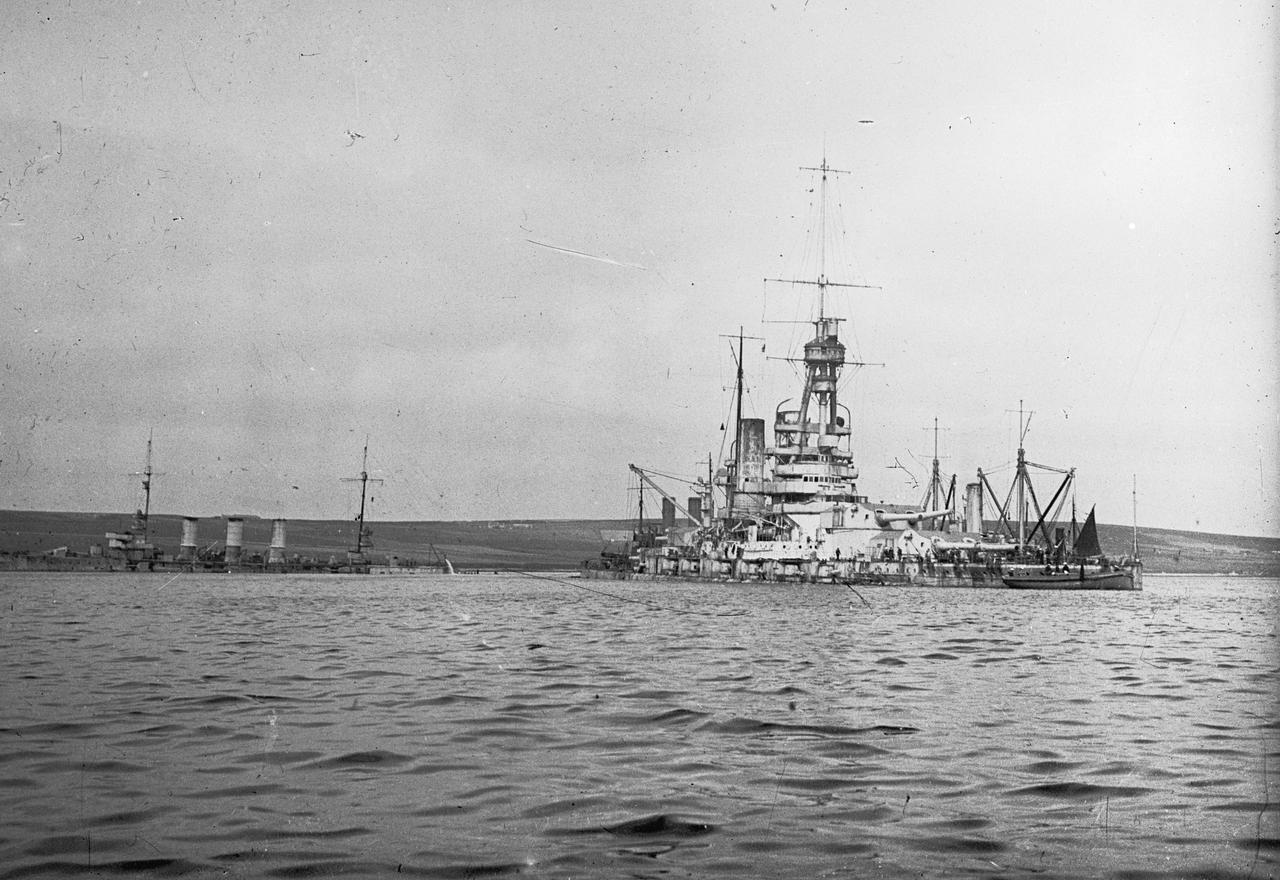
Trabajos de salvamento del acorazado en Scapa Flow. También aparece en la fotografía el crucero.

De 74 buques alemanes, se hundieron 15 de los 16 buques capitales, 5 de los 8 cruceros, y 32 de los 50 destructores. El resto permaneció a flote o consiguieron remolcarlos hasta aguas poco profundas para embarrancar. Los buques embarrancados fueron repartidos entre las armadas aliadas, pero la mayoría de los buques hundidos fueron abandonados en el fondo de Scapa Flow, ya que el costo del salvamento de los mismos era muy superior a la posible rentabilidad del desguace del material con los medios de esa época, especialmente debido a la gran cantidad de buques de guerra obsoletos y excedentes de la guerra que había disponibles para el desguace. Tras las quejas locales sobre el peligro que suponían para la navegación, se formó una compañía en 1923 que reflotó cuatro de los destructores hundidos.

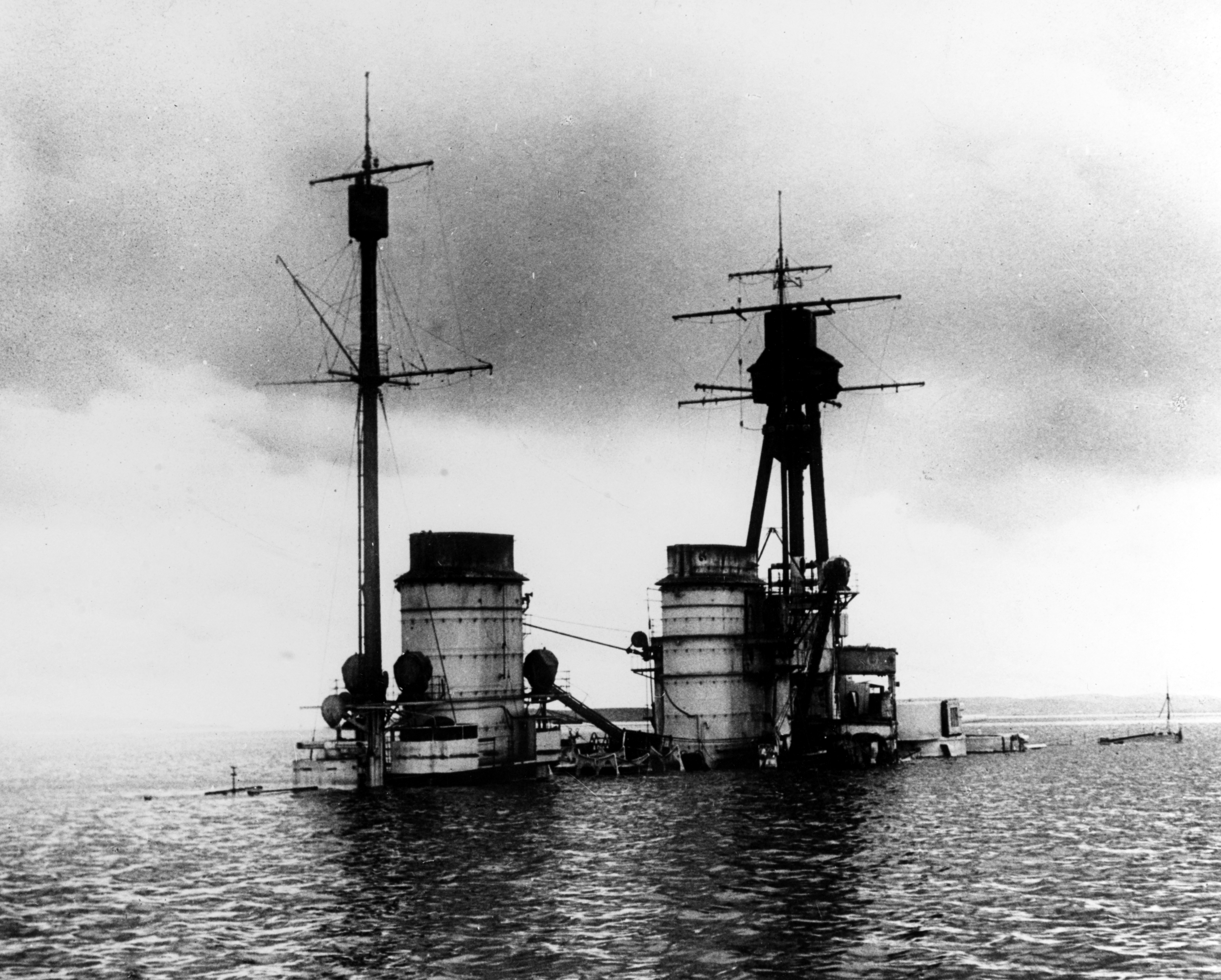
Chimeneas y mástiles del en la superficie del agua.

En esa época, el empresario Ernest Cox compró al almirantazgo los 26 destructores hundidos por 250 £, así como los Seydlitz y Hindenburg. Comenzó las operaciones de reflote usando un antiguo dique flotante alemán que había adquirido y posteriormente modificado. Consiguió reflotar 24 de sus 26 destructores en el siguiente año y medio, tras lo cual empezó los trabajos de los buques mayores. Diseñó una nueva técnica de salvamento, en la cual parcheaba los agujeros del casco y, posteriormente, bombeaba en su interior aire para reflotarlos, tras lo cual eran remolcados hasta el desguace. Usando esta técnica, consiguió reflotar varios de los buques. Sus métodos eran costosos: el reflotado del Hindenburg ascendió a 30 000 £. La huelga del carbón de 1926 estuvo cerca de detener las operaciones, pero Cox sacó el carbón del sumergido Seydlitz, usándolo para alimentar sus máquinas durante la huelga. El salvamento del Seydlitz también estuvo plagado de dificultades, pues el buque se hundió de nuevo, dañando parte del equipo de salvamento. Sin desanimarse, Cox lo intentó de nuevo, ordenando que las cámaras de las noticias estuviesen presentes cuando fuese reflotado de nuevo para capturar el momento. El plan estuvo cerca de fallar cuando el Seydlitz fue accidentalmente reflotado mientras Cox estaba de vacaciones en Suiza. Cox ordenó a sus trabajadores que volvieran a hundirlo de nuevo, y retornó a Gran Bretaña para estar presente cuando el Seydlitz fue debidamente reflotado por segunda vez. La empresa de Cox consiguió reflotar 26 destructores, dos cruceros de batalla y cinco acorazados.

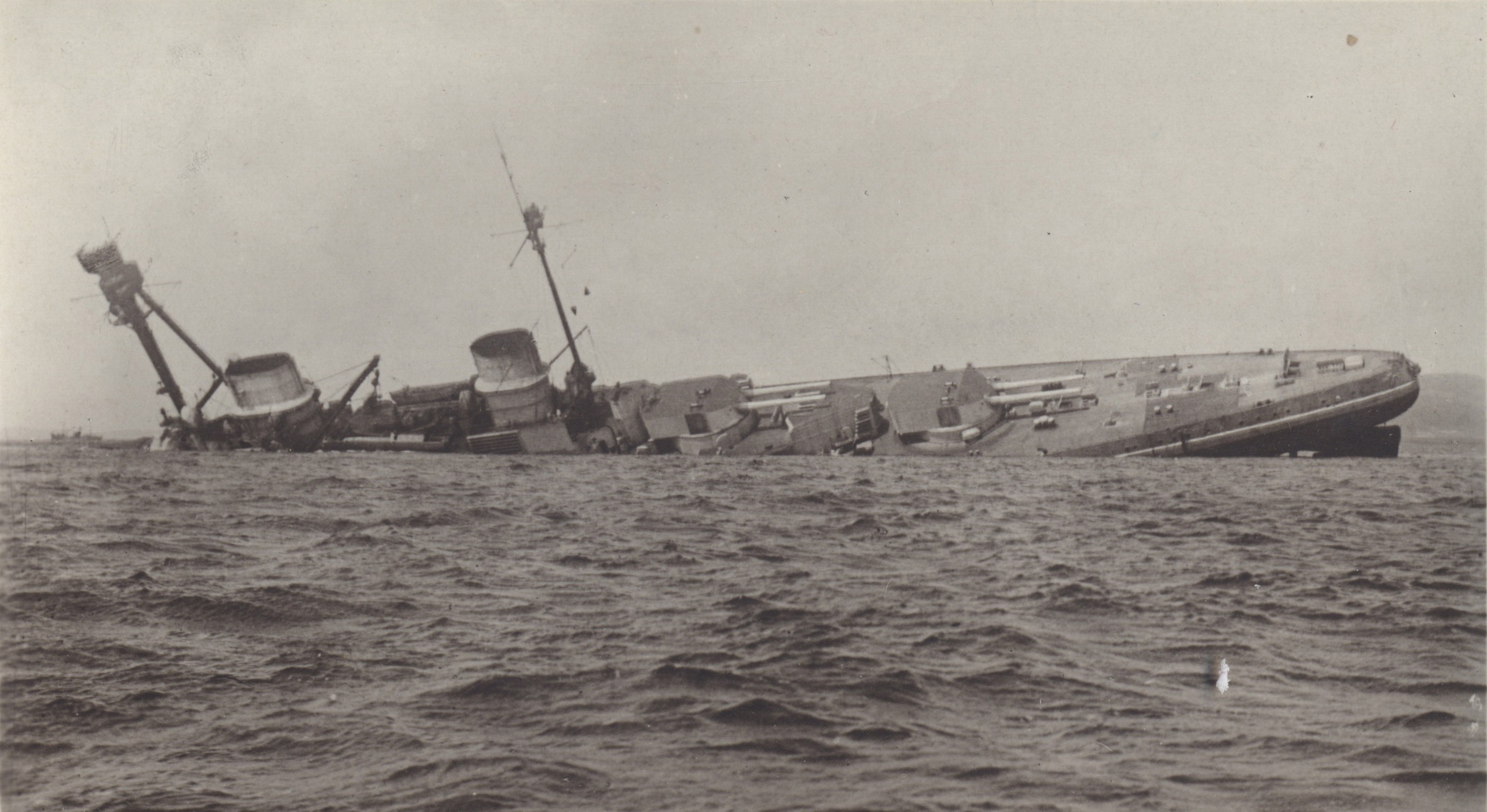
El Derfflinger hundiéndose.

Cox vendió el resto de sus intereses a la Alloa Shipbuilding Company, y se retiró como el "hombre que compró una armada". La compañía se transformó en Metal Industries, y continuó reflotando varios cruceros, cruceros de batalla y acorazados, hasta que el inicio de la Segunda Guerra Mundial detuvo las operaciones. Los pecios restantes están en aguas más profundas, de hasta 47 m, y no han existido incentivos económicos para tratar de reflotarlos. Sí se han realizado pequeñas operaciones de salvamento para recuperar pequeñas piezas de metal, que son usadas en la manufacturación de dispositivos sensibles a la radiación, como contadores Geiger, ya que no están contaminados por radioisotopos al haber sido fabricados antes de cualquier posibilidad de contaminación nuclear.
Los siete pecios que permanecen bajo las aguas están protegidos bajo el Acta 1979 de áreas arqueológicas y antiguos monumentos. El buceo está permitido, pero es necesario solicitar una autorización para ello. El último militar presente en el hundimiento fue Claude Choules, que falleció en mayo de 2011 a la edad de 110 años, siendo el último veterano de la Primera Guerra Mundial en fallecer.

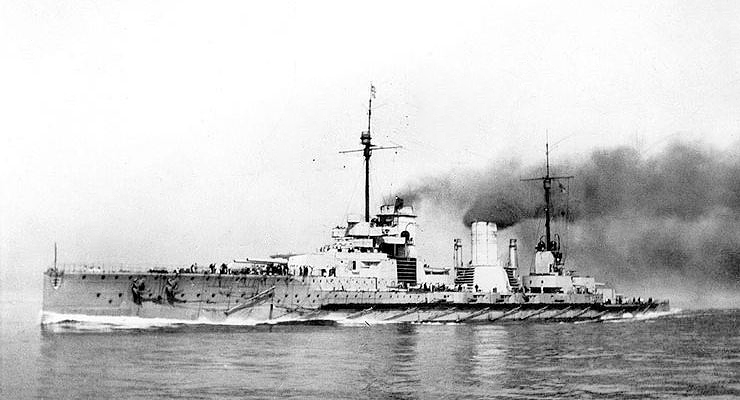
SMS Seydlitz, hundido en Scapa Flow

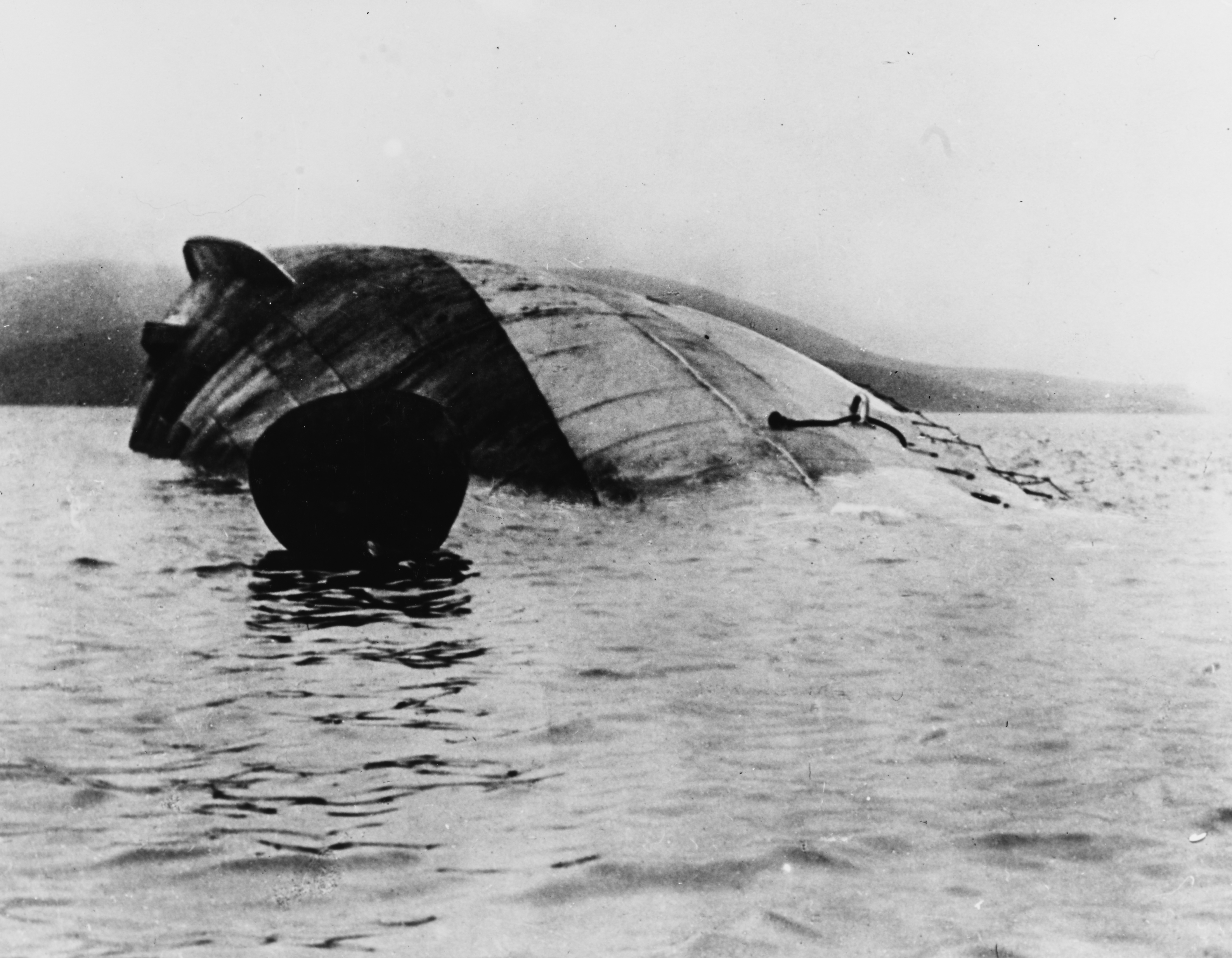
El SMS Seydlitz (imagen de arriba) hundiéndose en Scapa Flow

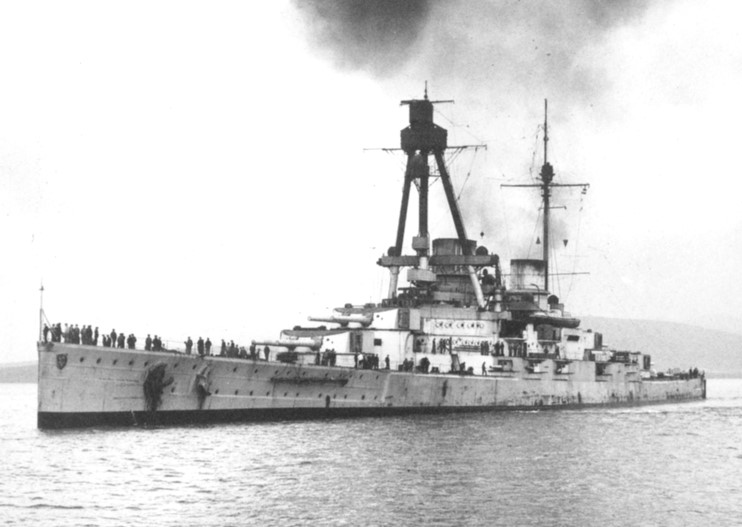
El internándose en Scapa Flow

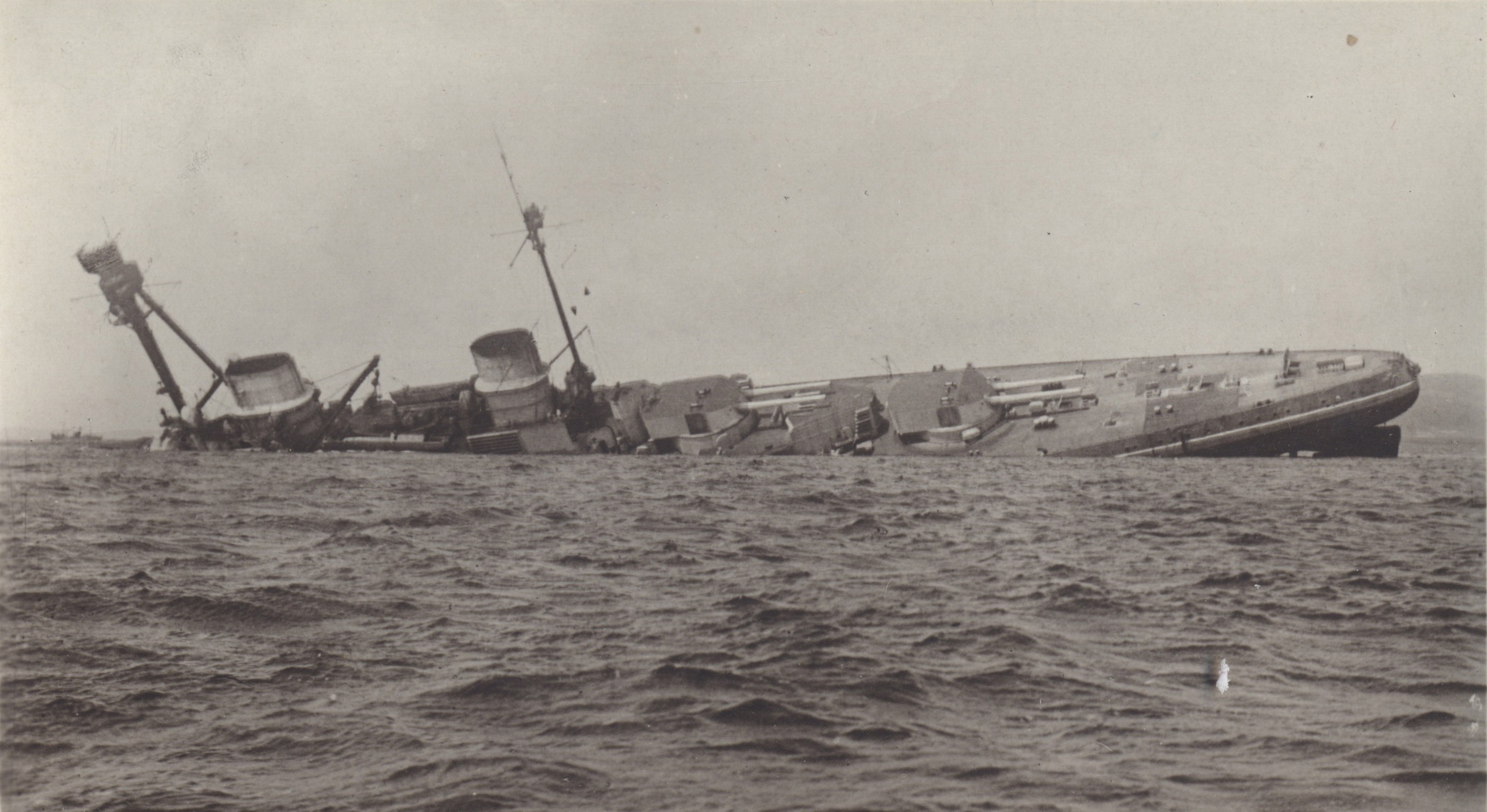
El Derfflinger hundiéndose tras ser echado a pique en Scapa Flow

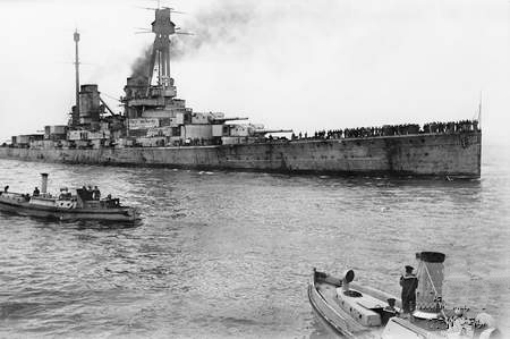
El durante su internamiento en Scapa Flow

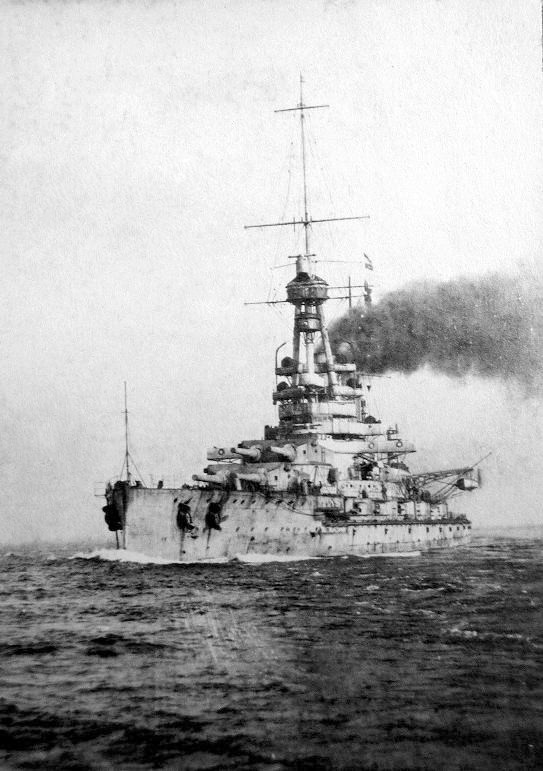

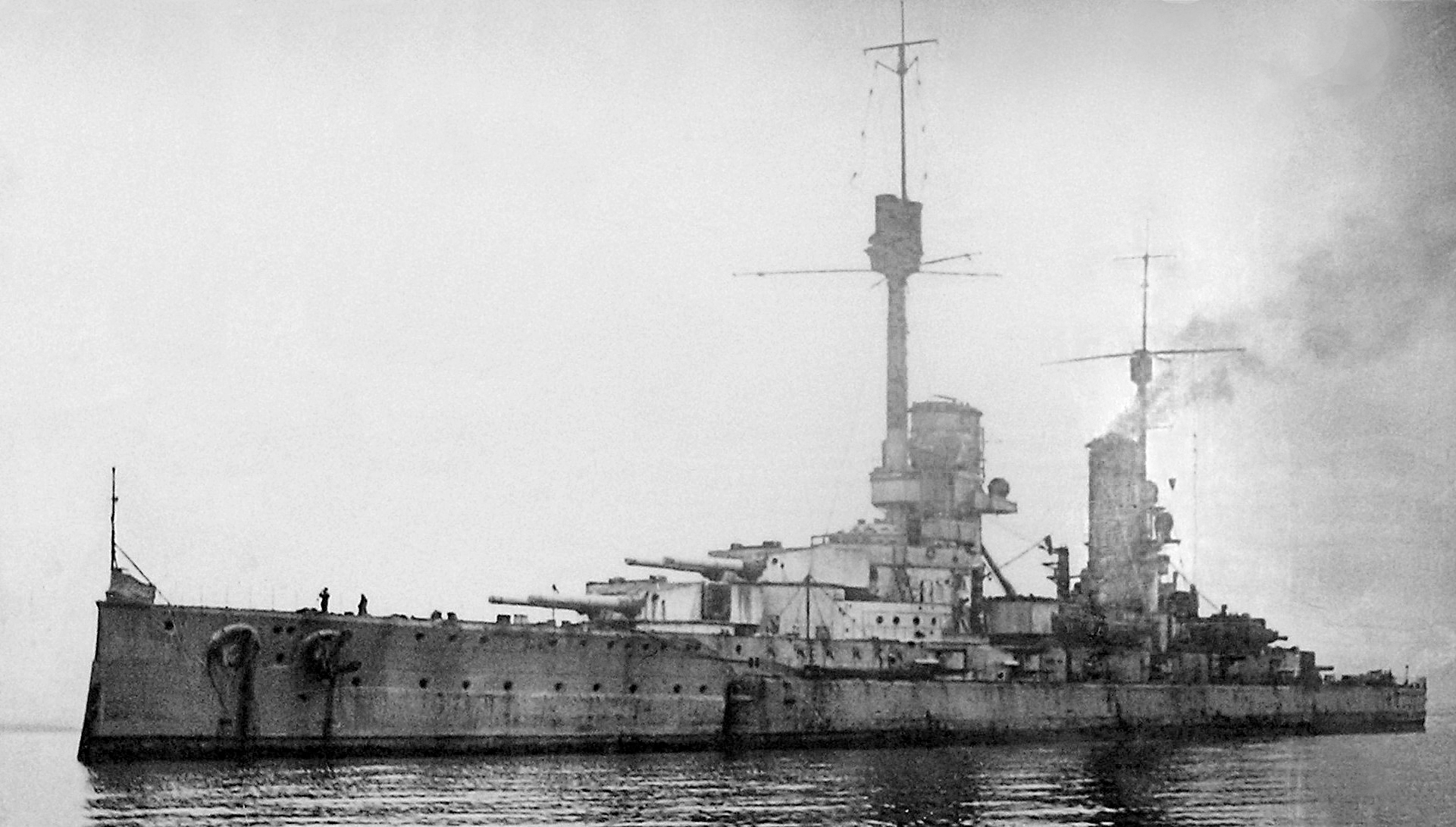
El en Scapa Flow

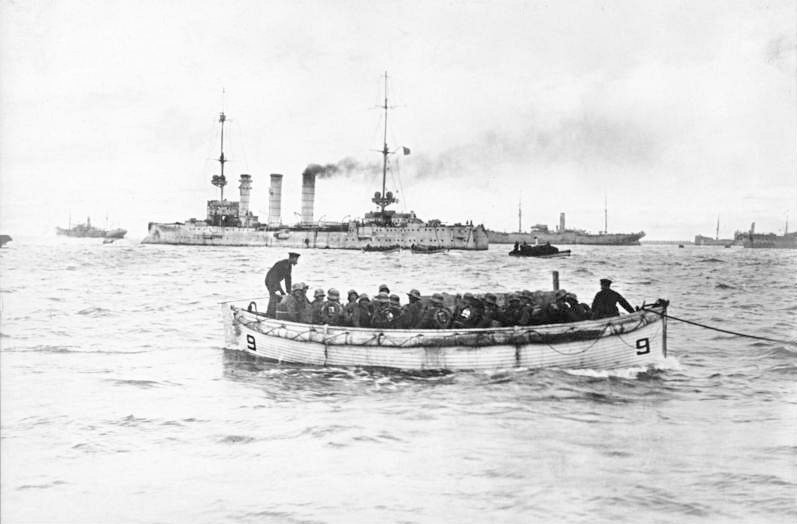
El (al fondo) durante un desembarco alemán en 1917

| Nombre               | Tipo               | Hundido/Encallado    | Destino                                                                                |
| -------------------- | ------------------ | -------------------- | -------------------------------------------------------------------------------------- |
| Seydlitz             | Crucero de batalla | Hundido a las 13:50* | Recuperado en noviembre de 1929                                                        |
| Moltke               | Crucero de batalla | Hundido a las 13:10* | Recuperado en junio de 1927                                                            |
| Von der Tann         | Crucero de batalla | Hundido a las 14:15* | Recuperado en diciembre de 1930                                                        |
| Derfflinger          | Crucero de batalla | Hundido a las 14:45* | Recuperado en agosto de 1939                                                           |
| Hindenburg           | Crucero de batalla | Hundido a las 17:00* | Recuperado en julio de 1930                                                            |
| Kaiser               | Acorazado          | Hundido a las 13:15* | Recuperado en marzo de 1929                                                            |
| Prinzregent Luitpold | Acorazado          | Hundido a las 13:15* | Recuperado en marzo de 1929                                                            |
| Kaiserin             | Acorazado          | Hundido a las 14:00* | Recuperado en mayo de 1936                                                             |
| Friedrich der Große  | Acorazado          | Hundido a las 12:16* | Recuperado en 1937                                                                     |
| König Albert         | Acorazado          | Hundido a las 12:54* | Recuperado en julio de 1935                                                            |
| König                | Acorazado          | Hundido a las 14:00* | Permanece hundido en Scapa Flow                                                        |
| Großer Kurfürst      | Acorazado          | Hundido a las 13:30* | Recuperado en abril de 1938                                                            |
| Kronprinz Wilhelm    | Acorazado          | Hundido a las 13:15* | Permanece hundido en Scapa Flow                                                        |
| Markgraf             | Acorazado          | Hundido a las 16:45* | Permanece hundido en Scapa Flow                                                        |
| Baden                | Acorazado          | Encallado            | Transferido a control británico, hundido como objetivo en ejercicio naval en 1921      |
| Bayern               | Acorazado          | Hundido a las 14:30* | Recuperado en septiembre de 1933                                                       |
| Brummer              | Crucero ligero     | Hundido a las 13:05* | Permanece hundido en Scapa Flow                                                        |
| Bremse               | Crucero ligero     | Hundido a las 14:30* | Recuperado en noviembre de 1929                                                        |
| Dresden              | Crucero ligero     | Hundido a las 13:50* | Permanece hundido en Scapa Flow                                                        |
| Köln                 | Crucero ligero     | Hundido a las 13:50* | Permanece hundido en Scapa Flow                                                        |
| Karlsruhe            | Crucero ligero     | Hundido a las 15:50* | Permanece hundido en Scapa Flow                                                        |
| Nürnberg             | Crucero ligero     | Encallado            | Transferido a control británico, hundido como objetivo en ejercicio naval en 1922      |
| Emden                | Crucero ligero     | Encallado            | Transferido a control francés, desguazado en 1926                                      |
| Frankfurt            | Crucero ligero     | Encallado            | Transferido a control estadounidense, hundido como objetivo en ejercicio naval en 1921 |
| S32                  | Destructor         | Hundido*             | Recuperado en junio de 1925                                                            |
| S36                  | Destructor         | Hundido*             | Recuperado en abril de 1925                                                            |
| G38                  | Destructor         | Hundido*             | Recuperado en 1924                                                                     |
| G39                  | Destructor         | Hundido*             | Recuperado en julio de 1925                                                            |
| G40                  | Destructor         | Hundido*             | Recuperado en julio de 1925                                                            |
| V43                  | Destructor         | Encallado            | Transferido a control estadounidense, hundido como objetivo en ejercicio naval en 1921 |
| V44                  | Destructor         | Encallado            | Transferido a control británico, desguazado en 1922                                    |
| V45                  | Destructor         | Hundido*             | Recuperado en 1922                                                                     |
| V46                  | Destructor         | Encallado            | Transferido a control francés, desguazado en 1924                                      |
| S49                  | Destructor         | Hundido*             | Recuperado en diciembre de 1924                                                        |
| S50                  | Destructor         | Hundido*             | Recuperado en octubre de 1924                                                          |
| S51                  | Destructor         | Encallado            | Transferido a control británico, desguazado en 1922                                    |
| S52                  | Destructor         | Hundido*             | Recuperado en octubre de 1924                                                          |
| S53                  | Destructor         | Hundido*             | Recuperado en agosto de 1924                                                           |
| S54                  | Destructor         | Hundido*             | Parcialmente recuperado                                                                |
| S55                  | Destructor         | Hundido*             | Recuperado en agosto de 1924                                                           |
| S56                  | Destructor         | Hundido*             | Recuperado en junio de 1925                                                            |
| S60                  | Destructor         | Encallado            | Transferido a control japonés, desguazado en 1922                                      |
| S65                  | Destructor         | Hundido*             | Recuperado en mayo de 1922                                                             |
| V70                  | Destructor         | Hundido*             | Recuperado en agosto de 1924                                                           |
| V73                  | Destructor         | Encallado            | Transferido a control británico, desguazado en 1922                                    |
| V78                  | Destructor         | Hundido*             | Recuperado en septiembre de 1925                                                       |
| V80                  | Destructor         | Encallado            | Transferido a control japonés, desguazado en 1922                                      |
| V81                  | Destructor         | Encallado            | Hundido a mientras se dirigía al desguace                                              |
| V82                  | Destructor         | Encallado            | Transferido a control británico, desguazado en 1922                                    |
| V83                  | Destructor         | Hundido*             | Recuperado en 1923                                                                     |
| V86                  | Destructor         | Hundido*             | Recuperado en julio de 1925                                                            |
| V89                  | Destructor         | Hundido*             | Recuperado en diciembre de 1922                                                        |
| V91                  | Destructor         | Hundido*             | Recuperado en septiembre de 1924                                                       |
| G92                  | Destructor         | Encallado            | Transferido a control británico, desguazado en 1922                                    |
| G101                 | Destructor         | Hundido*             | Recuperado en abril de 1926                                                            |
| G102                 | Destructor         | Encallado            | Transferido a control estadounidense, hundido como objetivo en ejercicio naval en 1921 |
| G103                 | Destructor         | Hundido*             | Recuperado en septiembre de 1925                                                       |
| G104                 | Destructor         | Hundido*             | Recuperado en abril de 1926                                                            |
| B109                 | Destructor         | Hundido*             | Recuperado en marzo de 1926                                                            |
| B110                 | Destructor         | Hundido*             | Recuperado en diciembre de 1925                                                        |
| B111                 | Destructor         | Hundido*             | Recuperado en marzo de 1926                                                            |
| B112                 | Destructor         | Hundido*             | Recuperado en febrero de 1926                                                          |
| V125                 | Destructor         | Encallado            | Transferido a control británico, desguazado en 1922                                    |
| V126                 | Destructor         | Encallado            | Transferido a control francés, desguazado en 1925                                      |
| V127                 | Destructor         | Encallado            | Transferido a control japonés, desguazado en 1922                                      |
| V128                 | Destructor         | Encallado            | Transferido a control británico, desguazado en 1922                                    |
| V129                 | Destructor         | Hundido*             | Recuperado en agosto de 1925                                                           |
| S131                 | Destructor         | Hundido*             | Recuperado en agosto de 1924                                                           |
| S132                 | Destructor         | Encallado            | Transferido a control estadounidense, hundido como objetivo en ejercicio naval en 1921 |
| S136                 | Destructor         | Hundido*             | Recuperado en abril de 1925                                                            |
| S137                 | Destructor         | Encallado            | Transferido a control británico, desguazado en 1922                                    |
| S138                 | Destructor         | Hundido*             | Recuperado en mayo de 1925                                                             |
| H145                 | Destructor         | Hundido*             | Recuperado en marzo de 1925                                                            |
| V100                 | Destructor         | Encallado            | Transferido a control francés, desguazado en 1921                                      |